# بوغيانيات
البوغيانيات (الاسم العلمي: Pleosporales) هي رتبة من الفطريات تتبع طائفة الدرينانية من شعبة الفطريات الزقية.

## فصائل
- البوغيانية